# مناستریو د بگا
مناستریو د بگا (به اسپانیایی: Monasterio de Vega) یک شهرستان در اسپانیا است که در استان وایادولید واقع شده‌است.